# (7849) Janjosefrič
7849 Janjosefric (1996 HR) – planetoida z pasa głównego asteroid okrążająca Słońce w ciągu 4,52 lat w średniej odległości 2,73 j.a. Odkryta 18 kwietnia 1996 roku.